# Ada Menz
Ada Menz (verheiratete Ada Freifrau von Aretin; * 1. Januar 1890 in Köln; † 20. August 1932 in Partenkirchen) war eine deutsche Schriftstellerin in München.

## Leben und Wirken
Sie war wahrscheinlich eine Tochter des Regierungsrates Reinhold Menz in Köln.
1910 veröffentlichte sie ihren ersten Roman Wir höheren Töchter im Alter von 20 Jahren. 1913 und 1916  wurde sie als Studentin (stud. phil.) in München erwähnt.  Zwischen diesen Jahren heiratete sie und nahm den Namen Ada Freifrau von Aretin an, sie veröffentlichte aber ihre Texte weiter unter ihrem Mädchennamen. 1916  wohnte sie in Pasing bei München in der Villa Engl, Anfang 1932 in der Franz-Joseph-Straße in München. Zu dieser Zeit bot sie Vorträge und Lesungen an. Am 20. August 1932 starb sie in Partenkirchen.
Von Ada Freifrau von Aretin-Menz sind einige biographische Angaben in einem Brief an den Lexikographen Franz Brümmer von 1922 erhalten. Der bekannte Autor Viktor Klemperer erwähnte sie in seinem Tagebuch von 1925.

## Publikationen (Auswahl)
Ada Menz veröffentlichte einige Romane, sowie weitere literarische Texte in Zeitschriften wie Jugend und Die Gartenlaube.
Bücher
- Wir höheren Töchter, Vita, Charlottenburg 1910
- Die heilige Kümmernis, Juncker, Charlottenburg 1912
- Hol über!, Novelle, Juncker, Charlottenburg 1917
- Der Kampf des Hauses Kammacker, 1923 (oder Kammacher?)

- Die Verzauberung des Rechtsanwalts Graumann, Ullstein-Bücher, Berlin 1924

Zeitschriftentexte
- Wahres Geschichtchen, in Jugend, 21, 1916, Heft 19, S. 378 Digitalisat